# 201. Infanterie-Division (Deutsches Kaiserreich)
Die 201. Infanterie-Division war ein Großverband der Preußischen Armee im Ersten Weltkrieg.

## Geschichte
Die Division wurde aus neuen Infanterieregimentern gebildet, die ausschließlich aus Ersatz-Bataillonen zusammengesetzt worden waren und aus Truppenteilen der Besatzung der Festung Thorn bestand. 1916 hatte man den größten Teil der wehrfähigen Jugend bereits gezogen und ausgebildet, sodass derartige Ausbildungseinheiten nicht mehr vonnöten waren. Die allgemeine Aufstellungsverfügung erging Anfang Juli 1916, die Nummerierung erfolgte meist Anfang Oktober 1916. Da die Gefahr bestand, dass Holland und Dänemark auf die Seite der Alliierten traten, war diese Einheit zunächst als Küsten- und Grenzschutz vorgesehen. Die Aufstellung wurde von Generalleutnant Gustaf von Dickhuth-Harrach und seinem Ersten Generalstabsoffizier Hauptmann Bulcke durchgeführt und das Kommando stand in Allenstein.
Die Division hatte immer eine ungewöhnlich hohe Verlustrate durch Gefangennahme während ihrer aktiven Gefechte. Bei ihrer Auflösung sollen sich weniger als 1000 Gewehre noch in ihrem Besitz befunden haben.

### Gefechtskalender

#### 1916
- 06. Juli bis 31. Dezember – Stellungskämpfe an der oberen Schtschara-Serwetsch
  - 10. Juli bis 9. August – Schlacht bei Baranowitschi-Gorodischtsche
  - 09. bis 10. November – Gefecht bei Skrobowa

#### 1917
- 01. Januar bis 11. September – Stellungskämpfe an der oberen Schtschara-Serwetsch
- 12. September bis 30. November – Stellungskämpfe an der oberen Schtschara–Serwetsch-Njemen
- 12. November – Gefecht bei Wygoda
- 30. November bis 3. Dezember – Transport in den Westen (Baranowitschi-Brest-Litowsk-Warschau-Chemnitz-Nürnberg-Heilbronn-Rastatt-Saargemünd). Die 402. Infanterie-Brigade lag schon ab Juni 1918 im Westen
- ab 3. Dezember – Stellungskämpfe in Lothringen

#### 1918
- bis 9. Januar – Stellungskämpfe in Lothringen
- 10. bis 16. Januar – Stellungskämpfe in Lothringen und in den Vogesen
- 16. Januar bis 9. Juni – Stellungskämpfe auf den Maashöhen bei Saint-Mihiel und im Wald von Ailly und Apremont
- 10. bis 13. Juni – Schlacht bei Soissons und Reims
- 14. Juni bis 4. Juli – Stellungskämpfe zwischen Oise, Aisne und Marne
- 05. bis 17. Juli – Stellungskämpfe zwischen Aisne und Marne
- 18. bis 25. Juli – Abwehrschlacht zwischen Soissons und Reims
- 26. Juli bis 3. August – Bewegliche Abwehrschlacht zwischen Marne und Vesle
- 04. bis 31. August – Stellungskämpfe in den Argonnen
- 03. bis 7. September – Kämpfe vor der Siegfriedstellung
- 08. September bis 8. Oktober – Abwehrschlacht zwischen Cambrai und Saint-Quentin
- 018. September Schlacht bei Épehy
- 09. bis 13. Oktober – Kämpfe vor und in der Hermannstellung
- 26. Oktober – Auflösung der Division

## Gliederung

### Kriegsgliederung 1916
- 401. Infanterie-Brigade
  - Infanterie-Regiment Nr. 401
  - Infanterie-Regiment Nr. 402
- 402. Infanterie-Brigade
  - Infanterie-Regiment Nr. 403
  - Infanterie-Regiment Nr. 404
  - Feldartillerie-Abteilung Nr. 401
  - Feldartillerie-Regiment Nr. 402
  - Pionier-Kompanie Nr. 401

### Kriegsgliederung 1917
- 402. Infanterie-Brigade
  - Infanterie-Regiment Nr. 401
  - Infanterie-Regiment Nr. 402
  - Infanterie-Regiment Nr. 403
  - 4. Eskadron/Jäger-Regiment zu Pferde Nr. 4
  - 4. Eskadron/Westfälisches Dragoner-Regiment Nr. 7
  - Feldartillerie-Regiment Nr. 401
  - Pionier-Bataillon Nr. 201

### Kriegsgliederung vom 5. Februar 1918
- 402. Infanterie-Brigade
  - Infanterie-Regiment Nr. 401
  - Infanterie-Regiment Nr. 402
  - Infanterie-Regiment Nr. 403
  - 4. Eskadron/Westfälisches Dragoner-Regiment Nr. 7
- Artillerie-Kommandeur Nr. 156
  - Feldartillerie-Regiment Nr. 402
- Pionier-Bataillon Nr. 201
- Divisions-Nachrichten-Kommandeur Nr. 201

## Kommandeure
| Dienstgrad      | Name                        | Datum                                  |
| --------------- | --------------------------- | -------------------------------------- |
| Generalleutnant | Gustaf von Dickhuth-Harrach | 05. Juli 1916 bis 11. November 1917    |
| Generalleutnant | Ludwig Bachelin             | 12. November 1917 bis 26. Oktober 1918 |

## Bilder

Ostfront Gorodischtsche (nördl. Baranowitschi)
Hauptmann Henke – Generalstabsoffizier 201. I.D.im Divisionsstab 201.I.D. in Okopy (bei Baranowitschi) Oktober 1916
Besuch des Div. Kdr. und der österreichischen Kdr. K.u.K. IR. 64 im Sumpfwalde Baranowitschi Oktober 1916
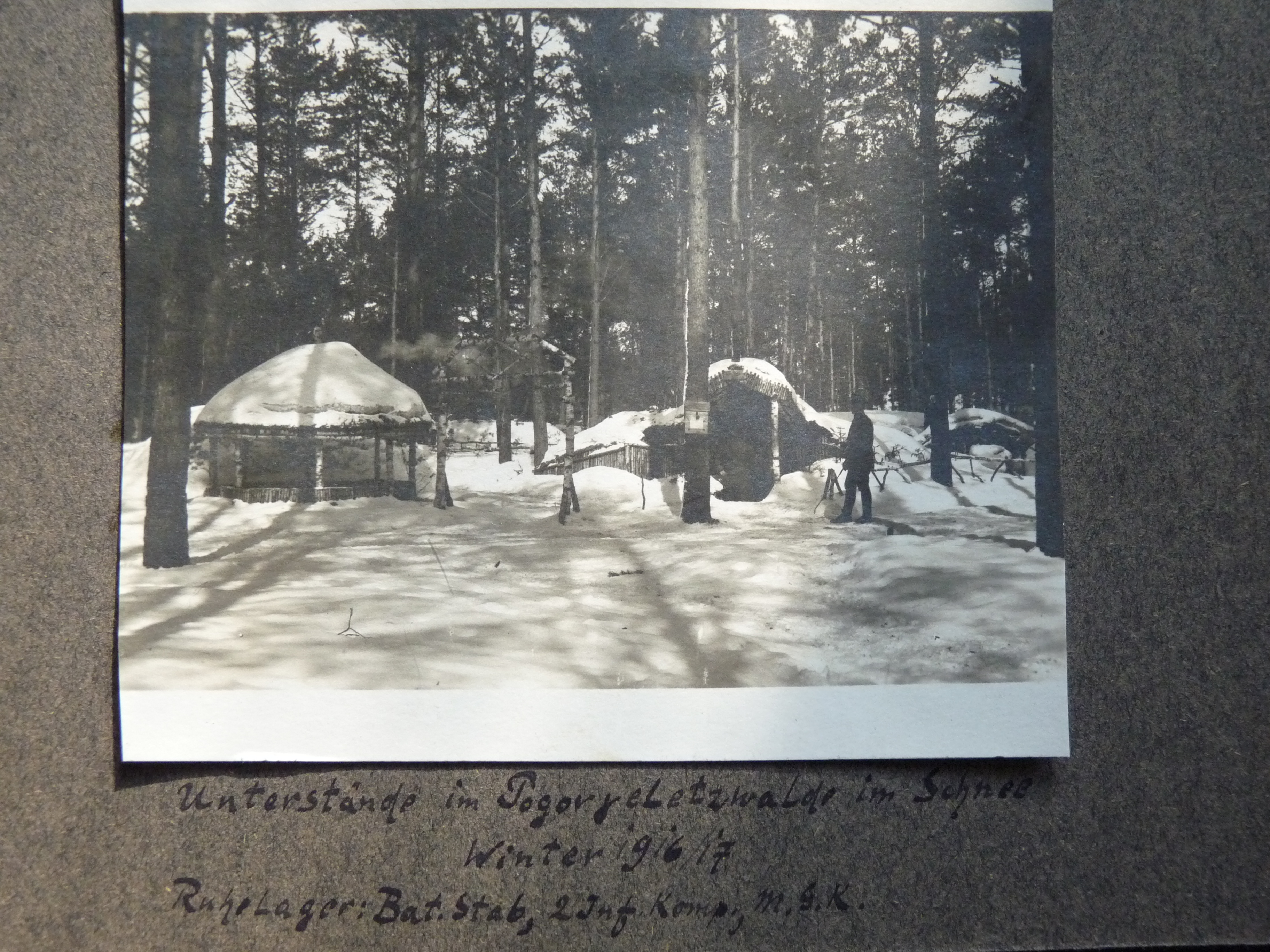
Unterstände im Pogorjeletzwald – IR. 403 – Winter 1916/17

Westfront Marne
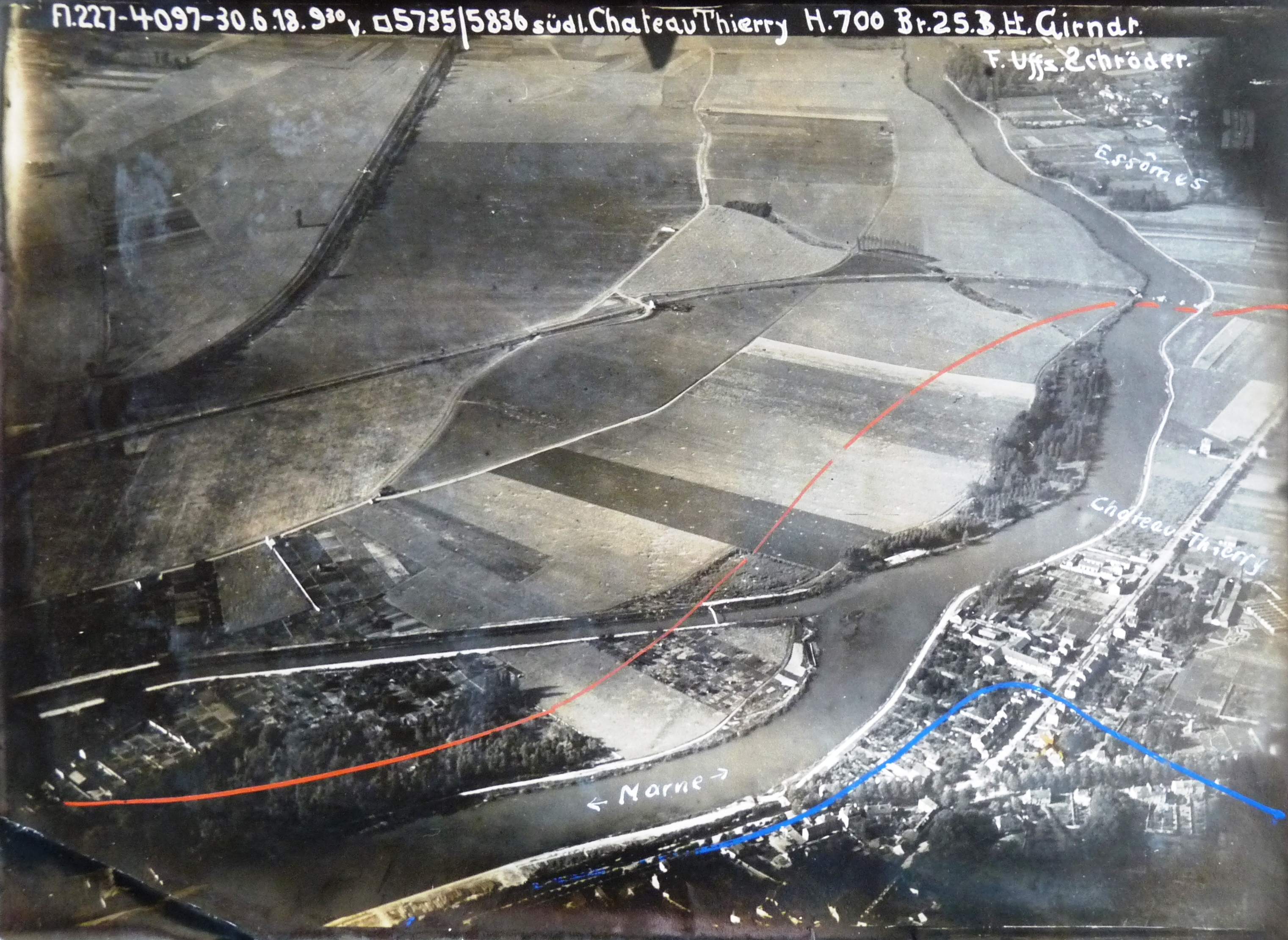
Chateau Thierry – Stellungen I.R.401, 402, 403 am 6. Juli 1918
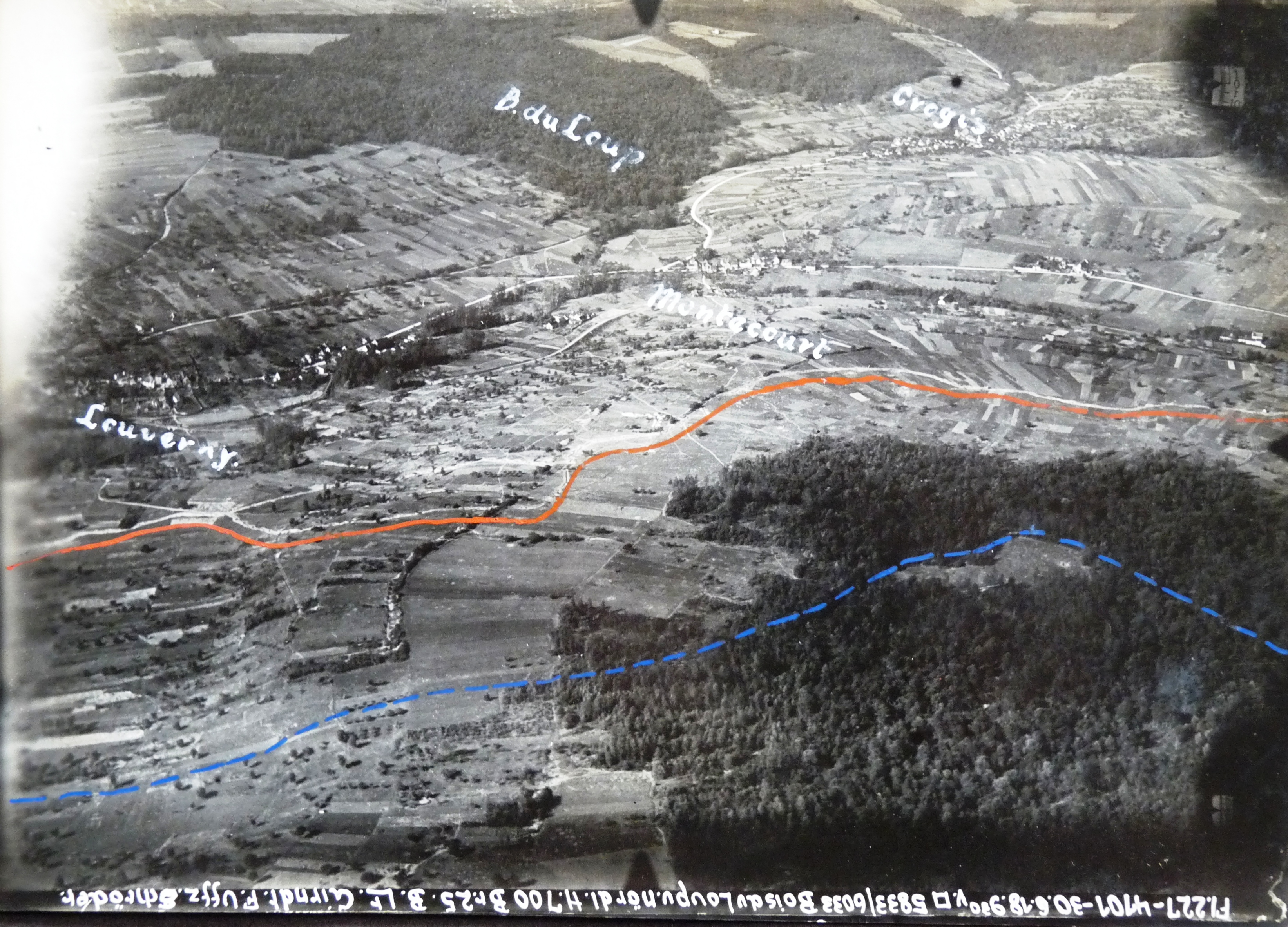
Höhe 204 nordwestl. Chateau Thierry – Stellungen I.R.401, 402, 403 – Ende Juni bis 20. Juli 1918